# Airfan Doloh
Airfan Doloh (thailändisch อิรฟาน ดอเลาะ; * 26. Januar 2001 in Narathiwat) ist ein thailändischer Fußballspieler.

## Karriere

### Verein
Airfan Doloh erlernte das Fußballspielen in der Jugendmannschaft des Erstligisten Buriram United in Buriram. Bis 2018 spielte er in der B-Mannschaft des Erstligisten. Das B-Team spielte in der vierten Liga, der Thai League 4, in der North/East-Region. 2018 kam er zu zwei Einsätzen in der ersten Mannschaft, die in der höchsten Liga des Landes, der Thai League, spielte. Hier wurde er am Ende der Saison Meister des Landes. 2019 unterschrieb er in Buriram seinen ersten Profivertrag.
Ende Dezember 2020 wurde er an den Zweitligisten Uthai Thani FC aus Uthai Thani ausgeliehen. Am Ende der Saison musste er mit Uthai Thani in die dritte Liga absteigen. Ende Mai 2021 kehrte er nach der Ausleihe zu Buriram zurück. Am Ende der Saison 2021/2022 feierte er mit Buriram die thailändische Meisterschaft. Am 20. Mai 2023 stand er mit Buriram im Endspiel des Thai League Cup. Das Finale wurde mit 2:0 gegen den Erstligisten BG Pathum United FC gewonnen. Im gleichen Monat, am 28. Mai, gewann er mit Buriram den thailändischen Pokal. Im Finale bezwang man den Erstligisten Bangkok United mit 2:0. Im Sommer 2023 wurde er ein zweites Mal an den Erstligaaufsteiger Uthai Thani FC ausgeliehen. Für Uthai Thani bestritt er 27 Ligaspiele. Nach der Ausleihe kehrte er im Sommer 2024 nach Buriram zurück.
Nach Vertragsende in Buriram unterschrieb er im Sommer 2024 einen Vertrag beim ebenfalls in der ersten Liga spielenden BG Pathum United FC. Nach einer Spielzeit, in der er 13 Erstligaspiele bestritt, wechselte er im Sommer 2025 zum Erstligaaufsteiger Ayutthaya United FC.

### Nationalmannschaft
2018 nahm Doloh mit der thailändischen U19-Nationalmannschaft an der U19-Asienmeisterschaft in Indonesien teil. Dabei kam er in allen vier Spielen der Mannschaft, die im Viertelfinale gegen Katar mit 3:7 nach Verlängerung ausschied, zum Einsatz. 2023 spielte er mit der U22-Mannschaft bei den Südostasienspielen in Kambodscha. Hier stand man im Finale, das man gegen Indonesien mit 5:2 nach Verlängerung verlor. Für die U23-Mannschaft bestritt er 17 Spiele. 2020 gehörte er zum thailändischen Kader bei der U23-Asienmeisterschaft in Thailand, kam dort aber nicht zum Einsatz.
Sein Debüt in der thailändischen A-Nationalmannschaft gab er am 11. Juni 2024 in einem WM-Qualifikationsspiel gegen Singapur. Hier wurde er in der 89. Minute für Weerathep Pomphan eingewechselt.

## Erfolge

### Verein
Buriram United
- Thailändischer Meister: 2018, 2021/22, 2022/23
- Thailändischer Vizemeister: 2019
- Thailändischer Ligapokalsieger: 2022/23
- Thailändischer Ligapokalfinalist: 2019
- Thailändischer Pokalsieger: 2022/23
- Thailand Champions Cup: 2019

### Nationalmannschaft
Thailand U22
- Südostasienspiele: 2023 (2. Platz)